# トラヴァンコール王国

トラヴァンコール王国
തിരുവിതാംകൂര്‍
Kingdom of Travancore

国歌: Vanchi Bhumi
トラヴァンコール王国の領土

トラヴァンコール王国（トラヴァンコールおうこく、マラヤーラム語:തിരുവിതാംകൂർ、英語：Kingdom of Travancore）は、18世紀初頭から20世紀半ばにかけて、南インドのケララ地方南部に存在したヒンドゥー王朝（1729年 - 1947年）。首都はパドマナーバプラム、トリヴァンドラム（現ティルヴァナンタプラム）。

## 歴史

### 建国
トラヴァンコール王国の成立は18世紀初頭であるが、その王家であるヴェーナード家は、12世紀初期頃からケララ地方南部のクイロンを中心に存在した。
王家の起源は不明な点が多いが、一説によると、チェーラ朝最後の王ラーマ・ヴァルマ・クラシェーカラが、ヴェーナード家の創始者とする説がある。
1102年にチェーラ朝がチョーラ朝に滅ぼされた後、北部はコーチン王国が成立したが、この地域は統一がない時期が何世紀も続き、パーンディヤ朝やホイサラ朝、ヴィジャヤナガル王国などの圧迫を受けた。
18世紀初頭、ヴェーナード家のマールターンダ・ヴァルマが、ケララ地方南部に割拠した付近の領主を統一して、1729年にトラヴァンコール王国を建国した。

### マールターンダ・ヴァルマの治世とオランダとの争い

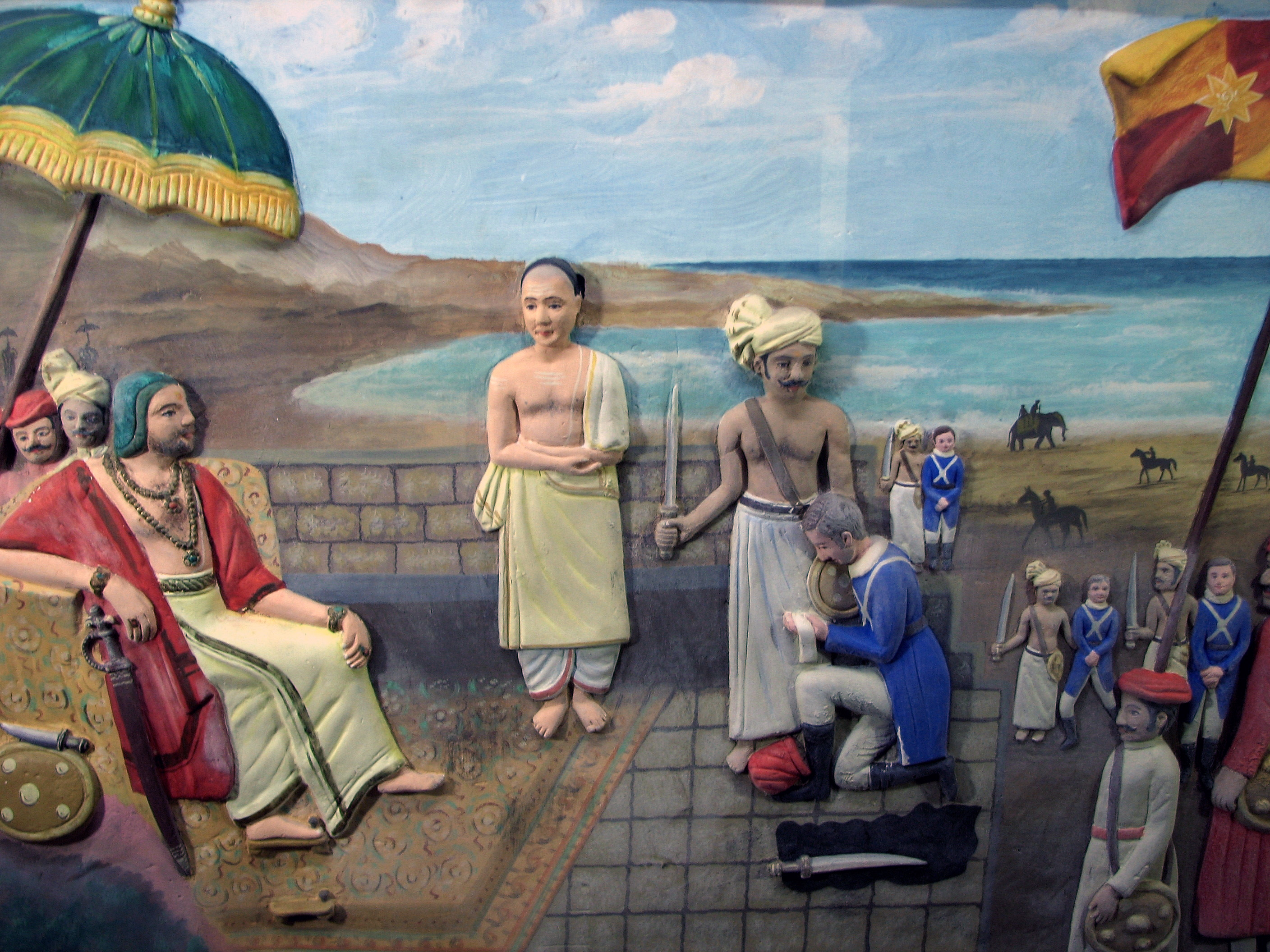
コラチュルの戦い（オランダ側が降伏している）

マールターンダ・ヴァルマ（在位1729 - 1758）は即位と同時に、首都パドマナーバプラム近くのトリヴァンドラム（現ティルヴァナンタプラム）にある、ヴェーナード家の守護神ヴィシュヌを祭るパドマナーバ・スワーミー寺院の大改修を行い、1556年以降着工されていなかった門に、ヴィジャヤナガル・ナーヤカ様式を取り入れて5重の段階にした（次王の時代にはさらに2段加えられた）。
マールターンダ・ヴァルマは、行政の中央集権化を図り王権を強化し、オランダ勢力が当時この地域に進出してきたが、1741年8月10日にコラチュルの戦いでこれを破った（とはいえ、オランダとの争いは、1753年8月15日に和平条約が締結されるまで続いた）。
また、1750年、マールターンダ・ヴァルマは、ティルパディダーナムの儀式を行い、全ての領土を守護神に捧げ、自らは神の下僕として国を治めることとした。

### タルマ・ラージャの治世と藩王国化
1758年7月7日、マールターンダ・ヴァルマは死に、息子の ダルマ・ラージャ（在位1758 - 1798）が後を継いだ。
ダルマ・ラージャの治世は長く、内政面では、宰相ケーシャヴァ・ピッラの活躍により、アーラップラ（アレッピーとも）のジャングルが海外交易港へと開発され、マラヤーラム語の復興も行われ、文学、舞踊、演劇、絵画、建築も栄え、パドマナーバプラムの宮廷を彩った。
また、コーチン王国ともよく争い、1756年から1757年にかけては大規模な戦闘も起き（コーチン・トラヴァンコール戦争）、この争いは1761年12月23日に和平条約が締結されるまで続いた。
しかし、1767年以降、マイソール王国のハイダル・アリーのケララ侵略があり、トラヴァンコール王国はマイソール王国の侵略を受けることなり、1774年にはトラヴァンコール王国は家臣として貢ぐことを迫られたが、カルナータカ地方政権の家臣であることを理由に拒否した。
その息子ティプー・スルタン もケララ地方を侵略し、1789年12月の侵攻の際、ダルマ・ラージャはイギリスに援助を求め、翌1790年初頭から第3次マイソール戦争が勃発した。
その結果、トラヴァンコール王国は、マイソール戦争でイギリスに味方し、第3次マイソール戦争終結後、1795年には軍事保護条約を結ばされ、イギリスに従属する藩王国の地位に落とされた。
なお、同年にダルマ・ラージャは、首都をパドマナーバプラムからトリヴァンドラムへと遷都し、1798年2月17日に死亡した。

### イギリス統治下とインド併合

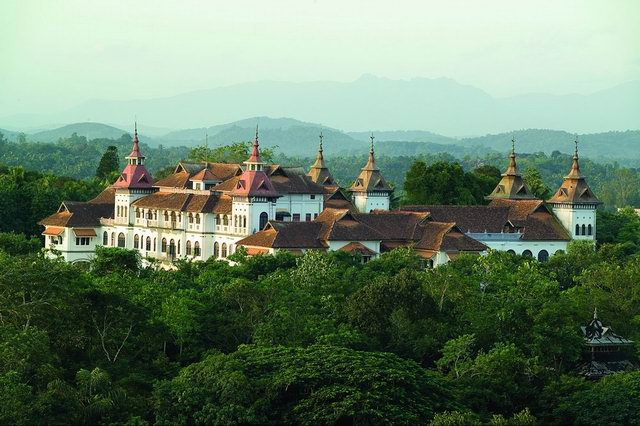
トリヴァンドラムにある藩王の宮殿

イギリスの保護下において、トラヴァンコール王国は藩王国として存続を許された。だが、藩王バララーマ・ヴァルマ1世（在位1798 - 1810）の治世には、1805年にふたたび軍事保護条約が結ばれ、イギリス東インド会社の軍の駐留費の支払も増額させられた。
1807年12月にイギリスは、トラヴァンコールに滞納分の駐留費を支払うように求めたものの、トラヴァンコール側が拒否したため、これに連動して反乱が起きた。だが、1808年1月に反乱軍が敗れ、藩王国も鎮圧に協力させられ、反乱は沈静化していった（トラヴァンコール戦争）。
トラヴァンコール藩王国の国内では、平均識字率や社会発展の面において、イギリス領インドより進んでおり、かなり近代的かつ能率の高い行政を行っていたことで知られ、すでに1834年には、インド最初の英語学校がおかれ、この学校は1964年までは学費の負担がなかった。
だが、1924年から1925年、女藩王セートゥ・ラクシュミー・バイイ（在位1924 - 1931）のとき、ケララのインド国民会議派により、ヴァイカムの寺院を囲む公道を不可触民に開放する非暴力運動（ヴァイカム・サティヤーグラハ）が起き、ガンディーの調停で、トラヴァンコール藩王国の政府は、一部を除き寺院につながる道を不可触賤民に開放するなど、身分差別や宗教的には問題があった。
最後の藩王バララーマ・ヴァルマ2世（在位1931 - 1947）は、1947年6月3日にインドとパキスタンが分離独立すると発表されたとき、インドとパキスタンのどちらにも属さず、トラヴァンコール藩王国が独立した国家となることを望んだが、結局インドに帰属を決めた。
同年8月15日、インド・パキスタン分離独立が行われると、トラヴァンコール藩王国はインドに併合されることとなり、のちにコーチン藩王国の領土と合わせて、ケララ州となった。

## 歴代君主
- マールターンダ・ヴァルマ（Marthanda Varma, 在位1729 - 1758）
- ダルマ・ラージャ（Dharma Raja, 在位1758 - 1798）
- バララーマ・ヴァルマ1世（Balarama Varma I, 在位1798 - 1810）
- ガウリー・ラクシュミー・バイイ（Gowri Lakshmi Bayi, 在位1810 - 1815）
- ガウリー・パールヴァティー・バイイ（Gowri Parvati Bayi, 在位1815 - 1829）
- ラーマ・ヴァルマ2世（Rama Varma II, 在位1829 - 1846）
- マールターンダ・ヴァルマ2世（Marthanda Varma II, 在位1846 - 1860）
- ラーマ・ヴァルマ3世（Rama Varma III, 在位1860 - 1880）
- ラーマ・ヴァルマ4世（Rama Varma IV, 在位1880 - 1885）
- ラーマ・ヴァルマ6世（Rama Varma VI, 在位1885 - 1924）
- セートゥ・ラクシュミー・バイイ（Sethu Lakshmi Bayi, 在位1924 - 1931）
- バララーマ・ヴァルマ2世（Balarama Varma II, 在位1931 - 1947）

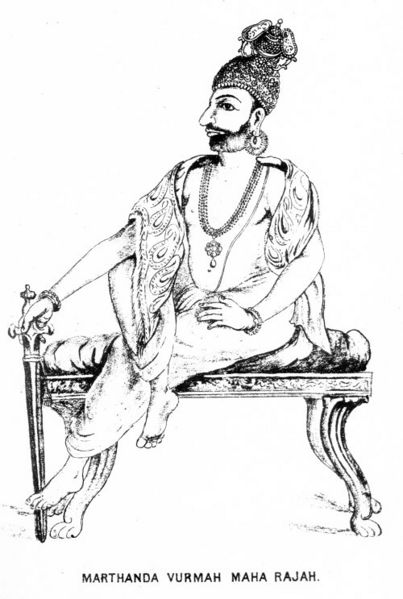
マールターンダ・ヴァルマ
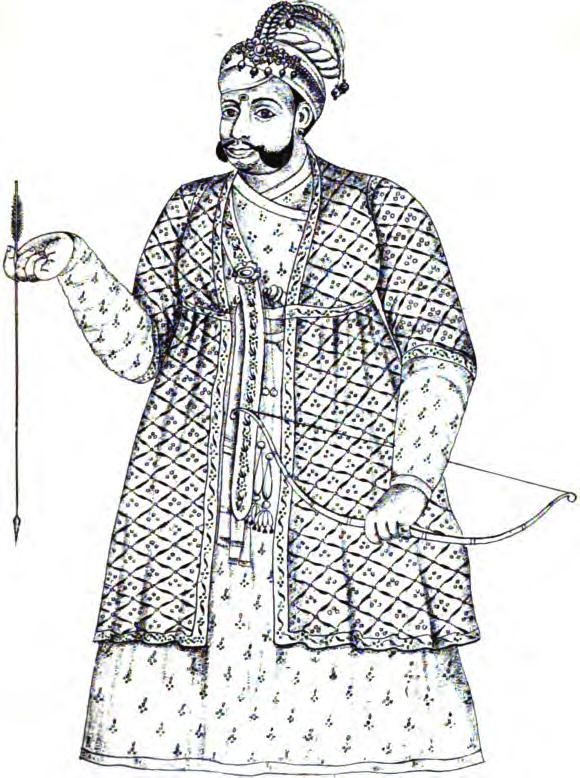
バララーマ・ヴァルマ1世
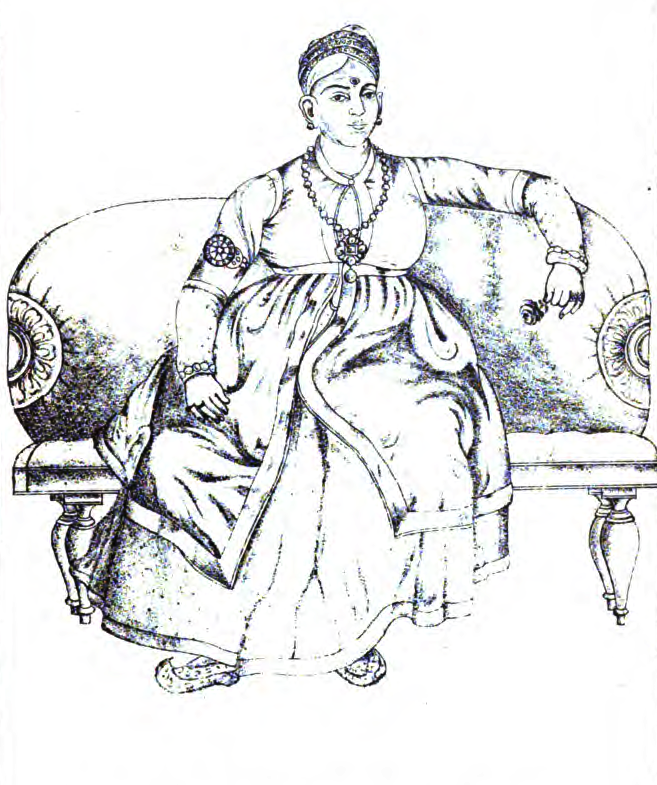
ゴウリー・パールヴァティー・バイイ
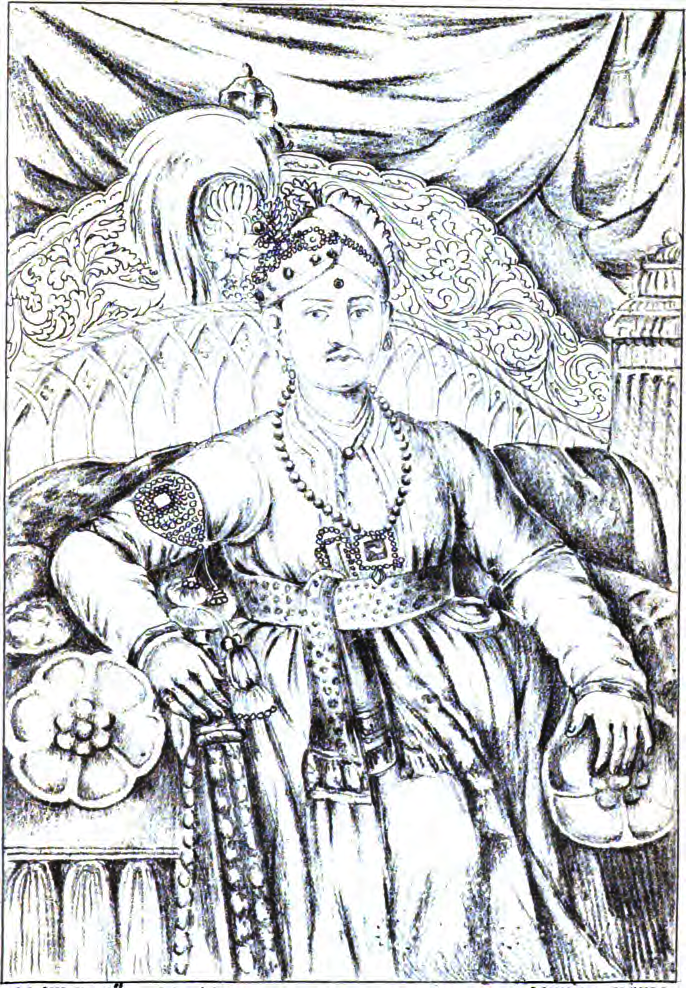
ラーマ・ヴァルマ2世
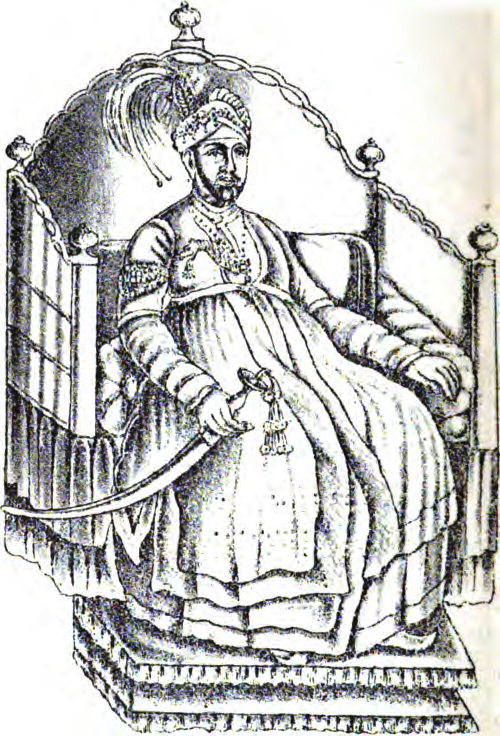
マールターンダ・ヴァルマ2世
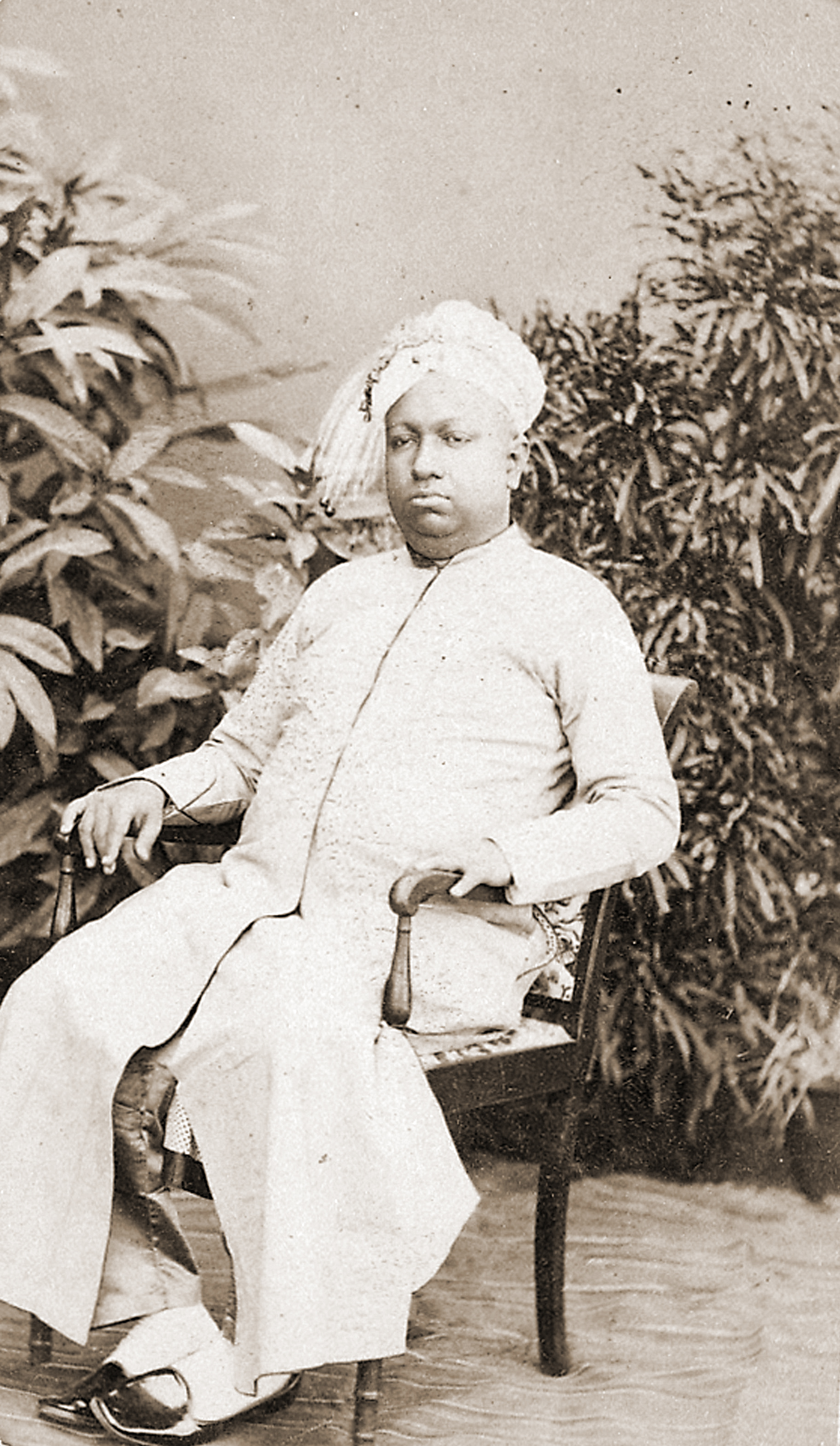
ラーマ・ヴァルマ3世
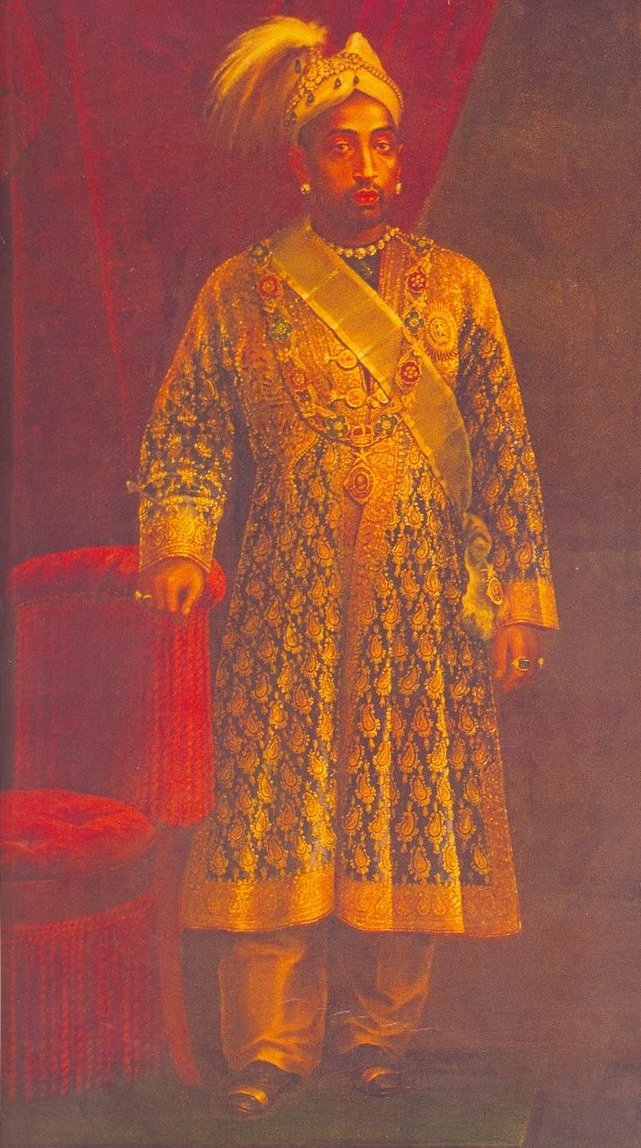
ラーマ・ヴァルマ4世
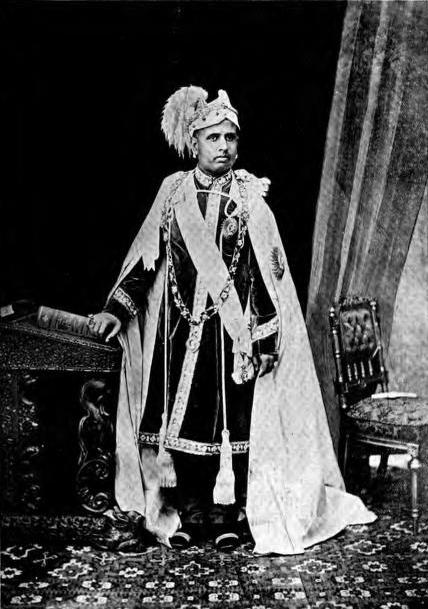
ラーマ・ヴァルマ6世
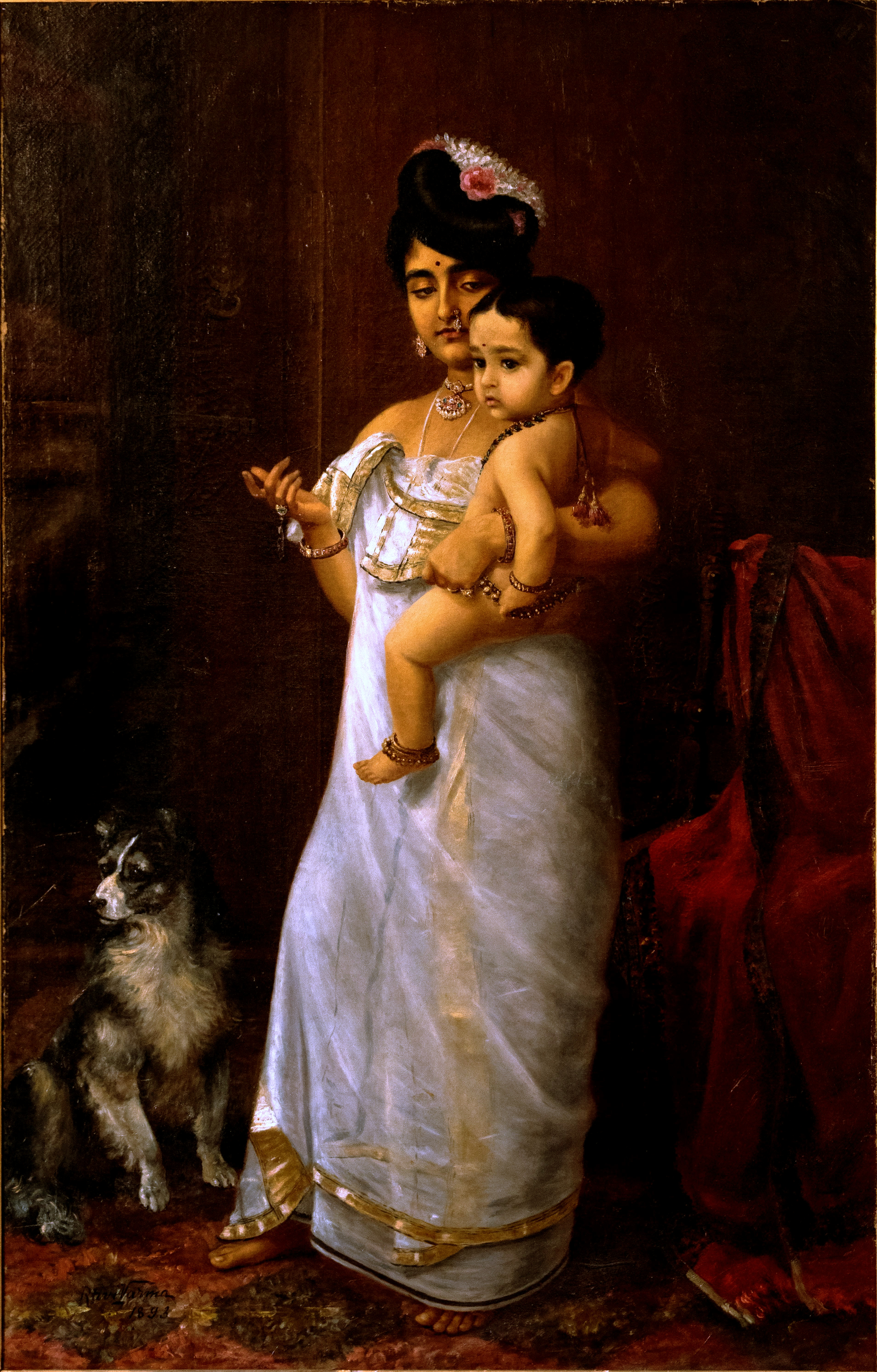
ラヴィ・ヴァルマ『父を待つ』 抱かれている少女がセーツ・ラクシュミー・バイイ
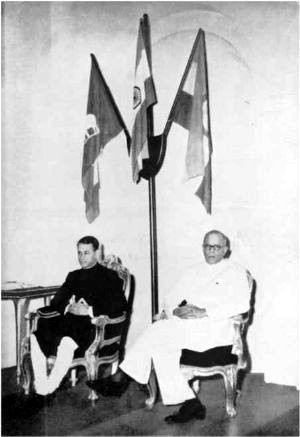
バララーマ・ヴァルマ2世（左）とV・P・メノン